# Fiscalité de la rente du contrat d’entretien viager dès le 1er janvier 2025 (Suisse)
 (mars 2025).
Si vous disposez d'ouvrages ou d'articles de référence ou si vous connaissez des sites web de qualité traitant du thème abordé ici, merci de compléter l'article en donnant les références utiles à sa vérifiabilité et en les liant à la section « Notes et références ».
 (février 2025).
La mise en forme du texte ne suit pas les recommandations de Wikipédia : il faut le « wikifier ».
Les points d'amélioration suivants sont les cas les plus fréquents. Le détail des points à revoir est peut-être précisé sur la page de discussion.
- Les titres sont pré-formatés par le logiciel. Ils ne sont ni en capitales, ni en gras.
- Le texte ne doit pas être écrit en capitales (les noms de famille non plus), ni en gras, ni en italique, ni en « petit »…
- Le gras n'est utilisé que pour surligner le titre de l'article dans l'introduction, une seule fois.
- L'italique est rarement utilisé : mots en langue étrangère, titres d'œuvres, noms de bateaux, etc.
- Les citations ne sont pas en italique mais en corps de texte normal. Elles sont entourées par des guillemets français : « et ».
- Les listes à puces sont à éviter, des paragraphes rédigés étant largement préférés. Les tableaux sont à réserver à la présentation de données structurées (résultats, etc.).
- Les appels de note de bas de page (petits chiffres en exposant, introduits par l'outil «  Source ») sont à placer entre la fin de phrase et le point final[comme ça].
- Les liens internes (vers d'autres articles de Wikipédia) sont à choisir avec parcimonie. Créez des liens vers des articles approfondissant le sujet. Les termes génériques sans rapport avec le sujet sont à éviter, ainsi que les répétitions de liens vers un même terme.
- Les liens externes sont à placer uniquement dans une section « Liens externes », à la fin de l'article. Ces liens sont à choisir avec parcimonie suivant les règles définies. Si un lien sert de source à l'article, son insertion dans le texte est à faire par les notes de bas de page.
- La présentation des références doit suivre les conventions bibliographiques. Il est recommandé d'utiliser les modèles {{Ouvrage}}, {{Chapitre}}, {{Article}}, {{Lien web}} et/ou {{Bibliographie}}. Le mode d'édition visuel peut mettre en forme automatiquement les références.
- Insérer une infobox (cadre d'informations à droite) n'est pas obligatoire pour parachever la mise en page.

Pour une aide détaillée, merci de consulter Aide:Wikification.
Si vous pensez que ces points ont été résolus, vous pouvez retirer ce bandeau et améliorer la mise en forme d'un autre article.
 (février 2025).
La fiscalité de la rente viagère en Suisse fait l’objet de révisions régulières. À partir du 1er janvier 2025, une nouvelle loi fédérale sur l’imposition des rentes viagères et des formes de prévoyance similaires entrera en vigueur, modifiant sensiblement le cadre fiscal applicable à la rente viagère pour les crédirentiers (vendeurs) et les débirentiers (acheteurs).

## Contexte
Un contrat d’entretien viager (ou vente en viager) est un accord par lequel le débirentier s’engage à verser une rente périodique au crédirentier jusqu’au décès de ce dernier. En contrepartie, le crédirentier transfère généralement la nue-propriété d’un bien immobilier, souvent assortie d’un droit d’habitation ou d’usage et d’usufruit. Ce dispositif permet au crédirentier de percevoir un revenu régulier, tandis que le débirentier étale le paiement sur une longue période.
Avant 2025, le régime fiscal suisse (LIFD) en matière de rente viagère offrait une taxation partielle de la rente perçue par le crédirentier, ainsi que des déductions fiscales pour le débirentier. Les nouvelles dispositions introduites en 2025 visent à ajuster ces règles afin de mieux refléter la valeur économique de la rente.

## Principaux changements au 1er janvier 2025

### Ajustement de la part imposable
Pour le crédirentier : La part de la rente soumise à l’impôt sera révisée. Le taux précédemment fixé à 40 % pourra être réduit (ou ajusté) selon des paramètres précis, déterminés notamment par la nouvelle formule de calcul (voir ci-dessous).
Pour le débirentier : Les possibilités de déduction se verront restreintes. Auparavant, le débirentier bénéficiait d’une déduction fiscale correspondant à 40 % de la rente versée. Avec les nouvelles règles, cette déduction sera recalculée et pourrait être moins avantageuse.

### Nouvelle formule de calcul
La loi révisée introduit une nouvelle méthode de détermination de la part imposable de la rente viagère. Elle se fonde sur divers paramètres financiers et actuariels, dont :
- un taux d’intérêt de référence basé sur le rendement des obligations de la Confédération à 10 ans, augmenté d’une marge forfaitaire (0,5%, par exemple) ;
- la durée estimée du contrat (exprimée en années).

Voici la nouvelle formule depuis le 01.01.2025 :
{\displaystyle {\text{Part de rendement}}={\Biggl [}\,1-{\frac {(1+r)^{22}-1}{22\cdot r\cdot (1+r)^{23}}}{\Biggr ]}\times 100\%}

#### Exemple de calcul illustratif
Pour un taux d’intérêt (r) fixé à 2% (c’est-à-dire 1,5% + 0,5%) et une rente annuelle de CHF 10 000.-, la part imposable sera de CHF 2 100.- pour le crédirentier, et le débirentier pourra déduire cette même part, sous réserve des conditions fixées par la législation en vigueur.

## Situation avant 2025
Jusqu’au 31 décembre 2024, la fiscalité de la rente viagère en Suisse était relativement facile à comprendre :
Créditrentier : Seule une fraction (40%) de la rente viagère perçue était imposée.
Débirentier : Une part équivalente (40%) pouvait être déduite du revenu imposable.
Ce système, perçu comme équilibré, visait à encourager le recours au contrat viager en allégeant la charge fiscale pour chacune des parties.

## Impact des nouvelles règles

### Pour le crédirentier
Avantages fiscaux accrus : La part imposable pourrait diminuer, ce qui se traduirait par une baisse de la charge fiscale.
Flexibilité accrue : Les crédirentiers pourraient profiter de ces changements pour négocier de meilleures conditions lors de la conclusion d’un viager.

### Pour le débirentier
Réduction de la déduction : La baisse du pourcentage de rente déductible peut alourdir la charge fiscale, rendant le contrat viager potentiellement moins attractif pour l’acheteur.
Nécessité de renégocier : Afin de conserver l’équilibre financier de l’opération, il pourrait être nécessaire de réexaminer les modalités du contrat (montant de la rente, éventuelle réversion en cas de décès, etc.).

## Adaptations possibles
Face à ces modifications, les parties peuvent adapter leurs accords. Deux stratégies sont fréquemment citées :
1. Conversion en capital : Au lieu d’une rente échelonnée, le débirentier pourrait proposer le versement d’un capital unique (appelé généralement le bouquet). Cela entraîne néanmoins un transfert de risque et de fiscalité différent pour les deux parties.
2. Renégociation de la durée ou du montant de la rente : Ajuster la rente annuelle ou la durée théorique du contrat peut permettre de répartir plus équitablement le fardeau fiscal et de préserver l’intérêt économique du viager pour les deux camps.

## Critiques et perspectives
Certains acteurs du marché immobilier redoutent que la réduction des avantages fiscaux pour le débirentier limite l’attrait du viager et, par ricochet, la liquidité du marché. D’autres estiment que la réforme est un progrès, car elle reflète mieux la valeur économique réelle de la rente, limitant ainsi le risque de sous-imposition ou de sur-imposition.
À long terme, les évolutions légales et les taux d’intérêt fluctuant influencent la rentabilité d’un viager, incitant les deux parties à étudier de près les formules de calcul et à évaluer la pertinence d’autres solutions (par exemple, mise en location du bien ou recours à un prêt hypothécaire).